# Gastromyzon ocellatus
Gastromyzon ocellatus är en fiskart som beskrevs av Tan och Ng 2004. Gastromyzon ocellatus ingår i släktet Gastromyzon och familjen grönlingsfiskar. Inga underarter finns listade i Catalogue of Life.